# Klienitz
Das Naturschutzgebiet Klienitz liegt auf dem Gebiet der Stadt Zehdenick im Landkreis Oberhavel in Brandenburg.
Das rund 201,7 ha große Gebiet mit der Kenn-Nummer 1400 wurde mit Verordnung vom 19. Dezember 2002 unter Naturschutz gestellt. Das Naturschutzgebiet mit dem Kinderstich erstreckt sich nordwestlich der Kernstadt Zehdenick. Am südwestlichen Rand des Gebietes verläuft die Landesstraße L 22 und östlich die B 109. Am östlichen Rand fließt die Havel durch das Gebiet hindurch. Nordwestlich erstreckt sich der Raminstich, nordöstlich der Bröselstich und am nordöstlichen Rand der Prerauer Stich.